# فاروق إبراهيم
فاروق إبراهيم العوضي، (1950 - 1997) لاعب كرة قدم كويتي سابق، وكان يلعب مع نادي القادسية الكويتي ومنتخب الكويت لكرة القدم.

## حياته الرياضية
إنضم فاروق إبراهيم إلى نادي القادسية الكويتي في عام 1964 بعد تشجيع من اللاعبين عثمان العصيمي ويوسف الحمود، وقد كان أكثر اللاعبين صنعا للأهداف لجاسم يعقوب وفيصل الدخيل، وقد لعب آخر مباراة له مع نادي القادسية الكويتي مع نادي خيطان في موسم 1978/1979، واعتزل في عام 1979 في مباراة مع أحد الفرق التشيكية.
بعد أن اعتزل كرة القدم اتجه فاروق إبراهيم إلى التدريب، ودرّب فريق الناشئين في نادي القادسية الكويتي، وهو المدرب الذي طلب من نادي القادسية الكويتي التعاقد مع اللاعب عبيد الشمري من نادي الصليبخات، كما عمل مساعدا للمدرب البرازيلي لمنتخب الكويت لكرة القدم كارلوس ألبرتو بيريرا.

## كأس الخليج

### كأس الخليج 1970
سجُل هدف في مرمى منتخب قطر لكرة القدم.

### كأس الخليج 1972
و قد اختير أفضل لاعب في تلك البطولة.

### كأس الخليج 1974
وكان ضمن الفريق الفائز ببطولة الخليج الثالثة في الكويت.

### كأس الخليج 1976
و قد سجّل هدف في مرمى منتخب عمان لكرة القدم.